# 吉川雅博
吉川 雅博（よしかわ まさひろ）は、日本の福祉工学者・情報工学者。大阪工業大学ロボティクス＆デザイン工学部ロボット工学科教授。博士（情報学）（筑波大学）。国立障害者リハビリテーションセンター研究所研究協力者。専門は、福祉工学（特にアシスティブデバイス）、ロボティクス、知能情報学、機械学習。

## 経歴
2010年筑波大学大学院図書館情報メディア研究科博士課程修了、博士（情報学）。産業技術総合研究所(AIST)知能システム研究部門特別研究員などを経て、2013年奈良先端科学技術大学院大学情報科学研究科助教、産業技術総合研究所ロボットイノベーション研究センター客員研究員。2016年大阪工業大学工学部に着任。2017年同大学ロボティクス＆デザイン工学部システムデザイン工学科准教授。2021年同学部ロボット工学科准教授。2024年同学部ロボット工学科教授。
主な所属学会は、日本ロボット学会、計測自動制御学会、IEEE、日本義肢装具学会。主な著書は、シンギュラリティ- 限界突破を目指した最先端研究：3Dプリンタが変える電動義手のかたち, 第3章第8節（共著、近代科学社2016、学術書）、次世代ヒューマンインタフェース開発最前線（共著、エヌ・ティー・エス2013、学術書）など。　　
担当するロボティクス＆デザイン工学専攻研究室生が「F3Hand」 デバイス開発で、 James Dyson Award(JDA)2018国内3位入賞している。

## 主な受賞
- 2005年度計測自動制御学会学術奨励賞 技術奨励賞[2]
- モノづくり日本会議・日刊工業新聞社 「超モノづくり部品大賞」[3]
- 2010年度日本人間工学会研究奨励賞[4]
- つくばサイエンスアカデミー「SATテクノロジー・ショーケース2013」ベスト・アイデア賞 [5]

## 主な研究
- 筋隆起センシングにより操作する対向3指の電動義手「Finch」の開発（特許第6172651号）- 東京大学生産技術研究所・国立障害者リハビリテーションセンター研究所との共同研究[6][7][8]

- 触覚機能付き電動義手における接触振動提示法 - 名古屋工業大学との共同研究[9]
- 3Dプリンタを活用したリアルな外観を持つ5指義手「Rehand」の開発[10]
- 湾曲型空気圧人工筋で駆動する5指義手「F3Hand」の開発
- 先天性上肢形成不全児のためのモジュール式電動義手
- 脳卒中やリュウマチなど手指に機能障害がある方のための人体拡張デバイス

主な論文は、
- M. Yoshikawa, K. Ogawa, S. Yamanaka, N. Kawashima, "Finch: Prosthetic Arm with Three Opposing Fingers Controlled by a Muscle Bulge, " IEEE Transactions on Neural Systems & Rehabilitation Engineering, vol.31, pp.377-386, 2023.
- M. Yoshikawa, R. Sato, T. Higashihara, T. Ogasawara, N. Kawashima, "Rehand: Realistic Electric Prosthetic Hand Created with a 3D Printer," Proc. Annual International Conference of the IEEE Engineering in Medicine and Biology Society (EMBC2015), pp.2470-2473, 2015.

ロボティクスの対外啓蒙活動として、国際放送NHKワールド「Science View」に出演（2022年8月9日放送）し、義手開発の取り組みについて解説している。また、日本シーサート協議会主催NCA Annual Conference 2021、大阪大学工業会機械工学系技術交流会2022などで講演している。高校生向けには「大阪サイエンスデイ」2021（テーマ：3Dプリンタで作る人工の手）で講師を務めている。